# Camponotus abunanus
Camponotus abunanus är en myrart som beskrevs av Mann 1916. Camponotus abunanus ingår i släktet hästmyror, och familjen myror. Inga underarter finns listade.